# James D. Hardy (Physiker)
James Daniel Hardy (* 11. August 1904 in Georgetown (Texas); † 6. September 1985) war ein US-amerikanischer Physiker und Physiologe.
Der Vater von Hardy gründete und leitete zwei Militärschulen für Jungen in den Südstaaten. Er studierte an der Southwestern University in Georgetown und Physik und Astronomie an der University of Mississippi. 1925 erhielt er seinen Master und wurde Assistant Professor. 1928 heiratete er Augusta Ewing Haugh. Er setzte sein Studium an der Johns Hopkins University fort, an der er 1930 promoviert wurde mit einer Dissertation über ein Resonanz-Radiometer nach A. H. Pfund. Als Post-Doktorand war er an der University of Michigan. Ursprünglich wollte er in die Astrophysik, aufgrund der Depression gab es aber keine freien Stellen und er erhielt stattdessen die Möglichkeit am Russel Sage Institute für Pathologie am New York Hospital über die Wärmeerzeugung im menschlichen Körper zu forschen. Zunächst entwickelte er Radiometer um die Oberflächentemperatur der Haut zu messen und untersuchte dann die Wärmeverluste des Körpers durch Infrarotstrahlung. Gleichzeitig besuchte er Kurse in den relevanten medizinischen Fächern. Ab 1939 untersuchte er mit dem Neurologen Harold G. Wolff (1898–1962) und der Forschungsmedizinerin Helen Goodell die Schmerzschwelle bei Temperaturempfinden (Dol-Einheit 1947). Sie testeten damit auch Analgetika.  Mit beiden veröffentlichte er 1952 das Buch Pain sensations and reactions. Eine Erkenntnis war, dass die Schmerzschwelle vor allem von der Hauttemperatur abhing, erst in zweiter Linie vom Wärmefluss.
Im Zweiten Weltkrieg meldete er sich freiwillig zur US-Marine und wurde wieder als Physiker eingesetzt. Er war als leitender Offizier verantwortlich für Minenräumung vor den großen Landungsoperationen zum Beispiel in Sizilien, Anzio und der Normandie. Dafür erhielt er den Purple Heart und die Legion of Merit. Auch nach der Entlassung aus dem aktiven Dienst 1946 blieb er in der Reserve der Marine und wurde dort 1961 Admiral.
Ab 1947 war er am Cornell University Medical College. Er erforschte unter anderem die Wärmeregulation von Tieren (Rolle des Hypothalamus), wobei sich Hunde als dem Menschen am ähnlichsten erwiesen (nicht Affen). 1958 erstellte er mit Lipkin das erste Computerprogramm für Diagnosen (in ihrem Fall hämatologischer Erkrankungen). 1953 wurde er Forschungsdirektor am Naval Air Development Center in Johnsville in Pennsylvania und Leiter der dortigen Zentrifuge, an der Astronauten ausgebildet wurden. Außerdem war er Professor für Physiologie an der University of Pennsylvania.
1961 wurde er Direktor des John B. Pierce Foundation Laboratory in New Haven. Außerdem wurde er Professor an der Yale University (Physiologie, später auch Public Health). 1974 wurde er als Direktor emeritiert.
Er war mehrfacher Ehrendoktor (u. a. Lyon) und Mitglied der National Academy of Sciences (1970) und der American Academy of Arts and Sciences (1965).
Sein Sohn James D. Hardy Jr. (* 1934) ist Historiker und Professor an der Louisiana State University.